# Thiébaut IX de Neufchâtel
Thiébaut IX de Neuchâtel-Bourgogne, (vers 1412 - 4 décembre 1469), dit "le Jeune", enterré à l'abbaye de Lieu-Croissant, est seigneur de Neuchâtel, de Blamont, de Châtel-sur-Moselle et d'Épinal, chevalier de l'Ordre de la Toison d'or, maréchal de Bourgogne, gouverneur de Bar et conseiller de Philippe le Bon ainsi que de Charles le Téméraire. 

## Biographie
Thiébaut IX est le fils de Thiébaut VIII de Neufchâtel, chevalier réputé au service des ducs-comtes de Bourgogne. Il s'inscrit dans la lignée de son père en devenant lui aussi un des conseillers de Philippe le Bon et de Charles le Téméraire, ducs-comtes de Bourgogne. En 1442, il est fait maréchal de Bourgogne. En 1461, il est reçu dans l'Ordre de la Toison d'Or. Il était également gouverneur du Barrois.
Épinal fut promise au maréchal de Bourgogne[réf. nécessaire], mais elle choisit pour seigneur le duc de Lorraine, alors Thiébaut IX de Neuchâtel entreprit de la conquérir. Pour favoriser son dessein, il demanda à son fils Antoine de Neufchâtel de lui livrer les forteresses du Toulois dont il était l'évêque, malgré l'opposition des chanoines. Nicolas, héritier de Lorraine intervint et reprit des forteresses, mais les armées de Thiébault ravagèrent la Lorraine. Les États de Lorraine demandèrent au chapitre de Toul de déposer leur évêque, mais les chanoines, divisés, ne bougèrent pas. Le diocèse fut ravagé par les troupes du maréchal de Bourgogne et plusieurs châteaux incendiés, dont celui de Liverdun qui conservait les archives de l’évêché[réf. nécessaire].

## Famille
Il est issu de la famille noble des Neufchâtel-en-Bourgogne. Ses parents étaient Thiébaut VIII et Agnès de Montfaucon (mort après le 23 août 1439). Thiébaud se marie en février 1438 avec Bonne de Châteauvillain (morte le 9 août 1474), dame de Boussenois et de Grancey, fille de Bernard de Châteauvillain et de Jeanne de Saint-Clair. Ils ont pour enfants  :
- Thiébaut X, dit « l'Aîné », (1438 -1462), capitaine et seigneur d'Héricourt, maréchal de Bourgogne, sans enfant.
- Henri, (1440 - Blois 1504), enterré à l'abbaye de Lieu-Croissant, seigneur de Neufchâtel, d'Héricourt, d'Épinal, de Châtel-sur-Moselle, de Bainville, de Grancey et de Chaligny, vicomte de Baume-les-Dames, maréchal et lieutenant-général de Bourgogne, gouverneur de Bar, il épouse Jeanne de Chalon, sans enfant.
- Jeanne, (1448 - 1488) : elle épouse Girard de Longwy, sans enfant,
- Antoine Ier, (1448 - 28 février 1495), abbé du monastère de Luxeuil puis évêque de Toul (à l'âge de 12 ans, 1461-1495).
- Claude (vers 1449 - 24 février 1505), seigneur de Neufchâtel, d'Épinal, du Fays et de Chamabou, vicomte de Baume-les-Dames, lieutenant-général du Luxembourg et de Bourgogne, maréchal de Bourgogne (1449-1505), chevalier de la Toison d'or (1491).
- Jacques, (1451 - 14 août 1490), abbé.
- Catherine, (1456 - Baume juin 1501), princesse-abbesse de l'abbaye de Remiremont (1473-1474) et de l'abbaye Sainte-Odile.
- Guillaume, (1458 - Héricourt octobre 1505), seigneur de Neufchâtel, de Montrond et de Clémont, sans enfant.
- Agnès, (? - janvier 1474), chanoinesse de Remiremont à partir de 1463.
- Léonard/Lienard, (? - 1475/78), chanoine à Besançon et Verdun.
- Louis, (? - 1479/80), prêtre.
- Marguerite, abbesse de l'abbaye Sainte-Odile près de Baume-les-Dames (1493)

D'une relation hors mariage il a Antoine, (? - 18 juin 1532), seigneur de Montrond : il épouse Marguerite, fille de Lancelot de Vaudrey (frère de Guillaume) et de Philiberte de Loisy.